# (4610) Kájov
(4610) Kájov – planetoida z pasa głównego asteroid okrążająca Słońce w ciągu 3 lat i 265 dni w średniej odległości 2,4 j.a. Została odkryta 26 marca 1989 roku w Obserwatorium Kleť przez Antonína Mrkosa. Nazwa planetoidy pochodzi od czeskiej miejscowości Kájov położonej w pobliżu Obserwatorium Kleť. Została zaproponowana przez Janę Tichą, Miloša Tichego i Zdenka Moravca. Przed jej nadaniem planetoida nosiła oznaczenie tymczasowe (4610) 1989 FO.